# Трителейя
Трителейя (лат. Triteleia) — род многолетних травянистых клубнелуковичных растений подсемейства Brodiaeoideae семейства Спаржевые (Asparagaceae). Иногда этот род помещается в семейства Луковые (Alliaceae), Лилейные (Liliaceae) и Themidaceae.
Ряд видов трителейи выращивают как декоративные садовые растения.

## Название
Название имеет греческое происхождение, означает «чёткую трёхкратность частей цветка».

## Распространение
Виды рода Трителейя происходят из западных областей Северной Америки: канадской Британской Колумбии на севере, штатов Вашингтон, Айдахо, Монтана, Орегон, Калифорния, Невада. Наибольшее видовое разнообразие в Калифорнии.

## Систематика
Род объединяет от 7 до 15 видов.
- Triteleia bridgesii — Трителейя Бриджеса
- Triteleia clementina
- Triteleia crocea
- Triteleia dudleyi
- Triteleia grandiflora — Трителейя крупноцветная
- Triteleia hendersonii — Трителейя Гендерсона
- Triteleia hyacinthina
- Triteleia ixioides
- Triteleia laxa — Трителейя рыхлая
- Triteleia lemmoniae
- Triteleia lilacina
- Triteleia lugens
- Triteleia montana
- Triteleia peduncularis — Трителейя длинноцветоножковая
- Triteleia X versicolor

## Галерея

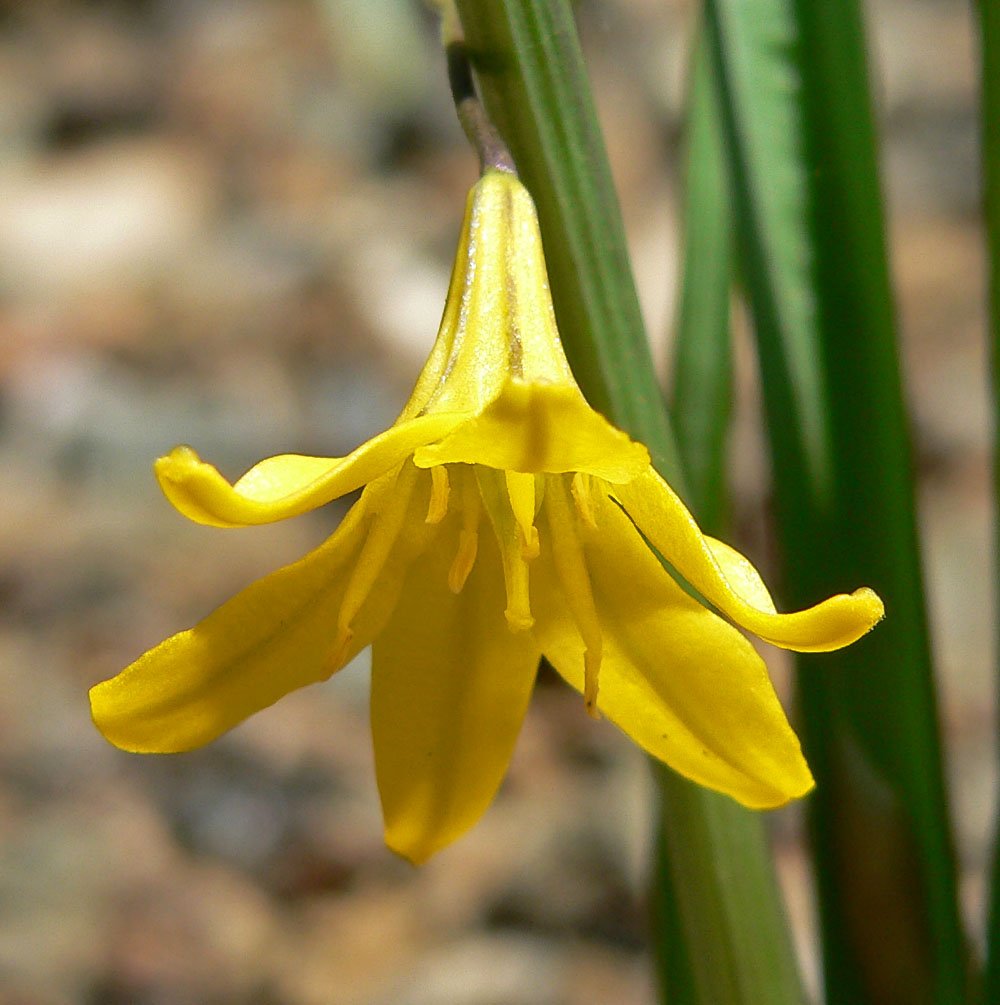
Triteleia crocea
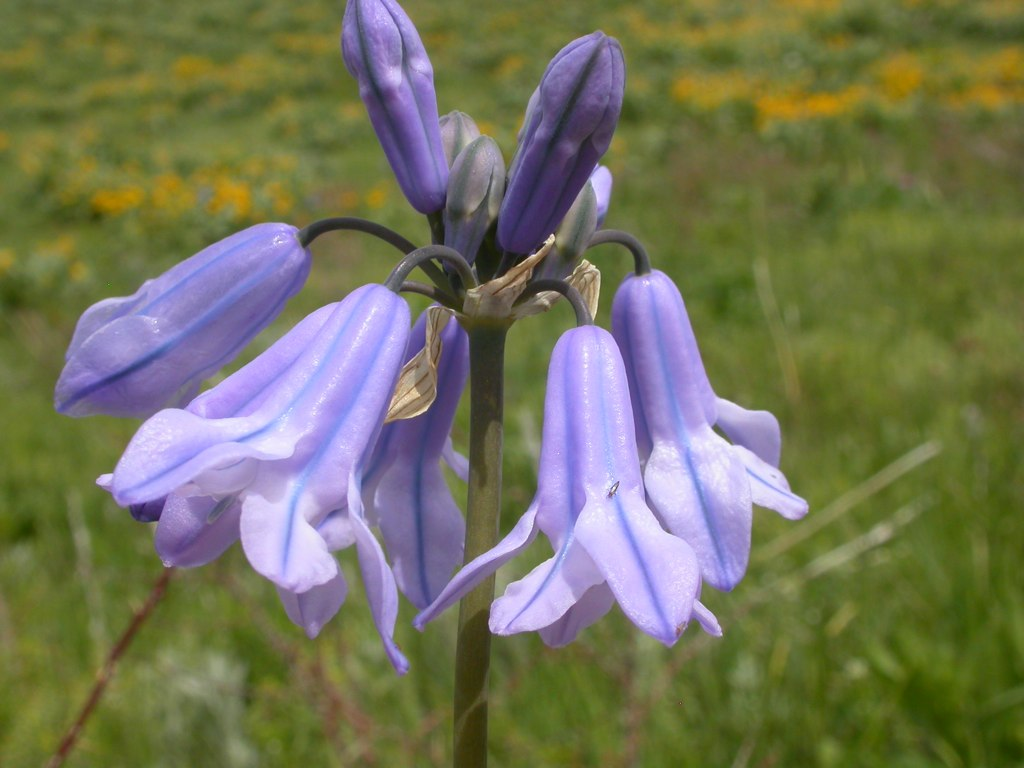
Triteleia grandiflora
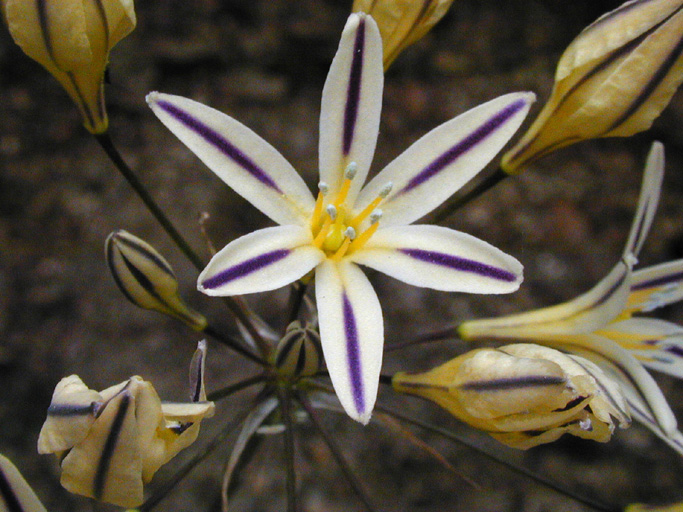
Triteleia hendersonii
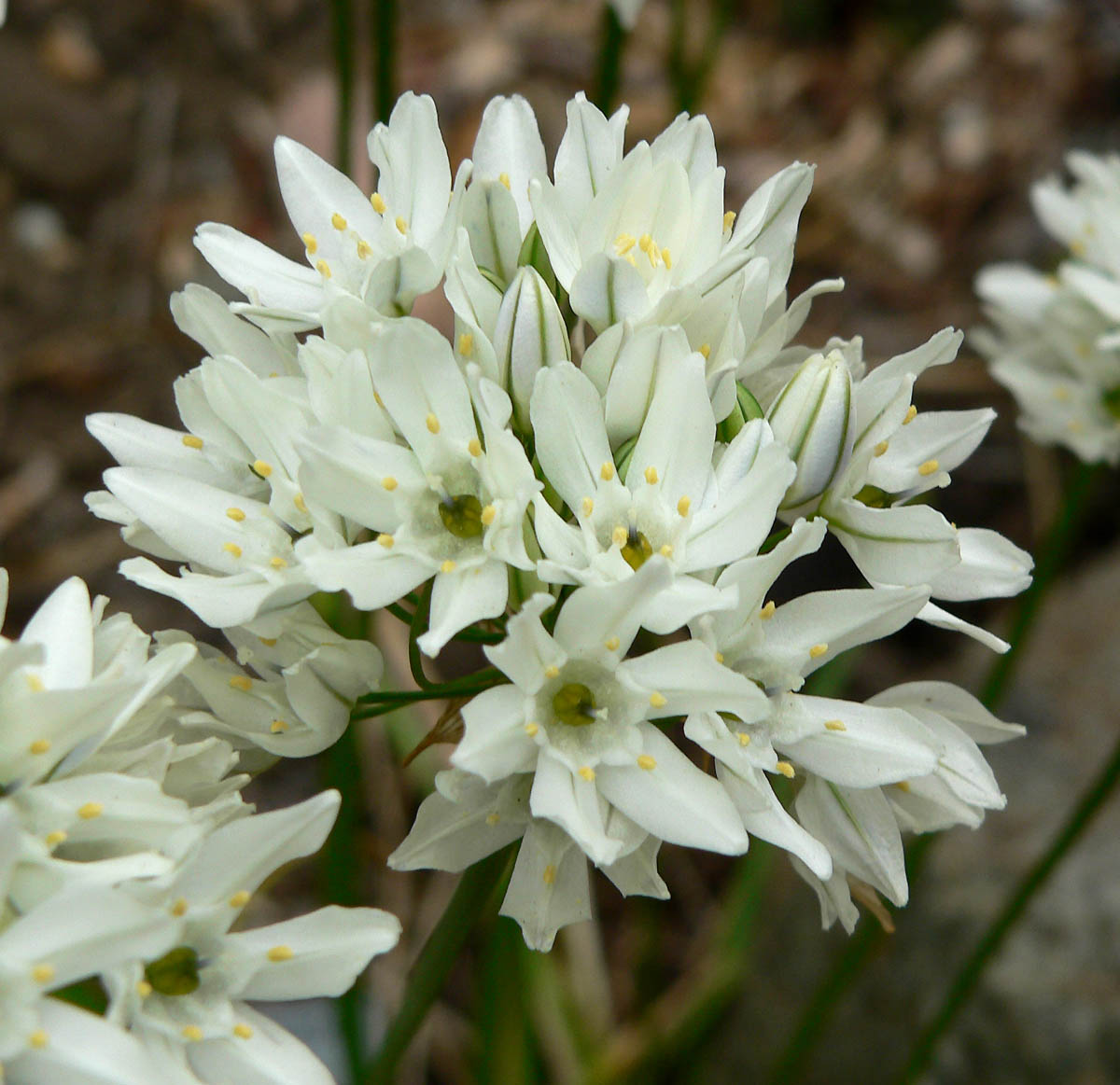
Triteleia hyacinthina
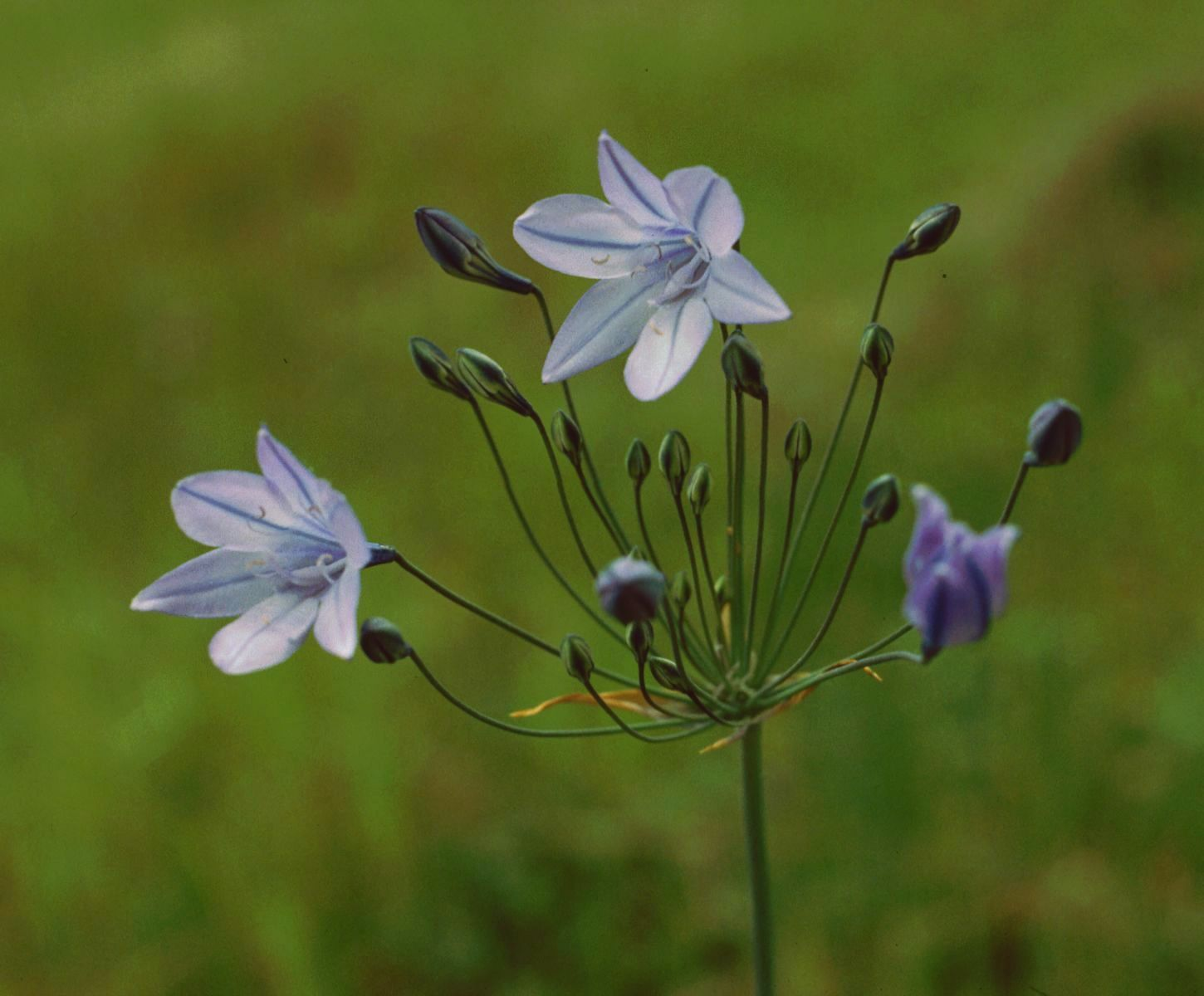
Triteleia laxa
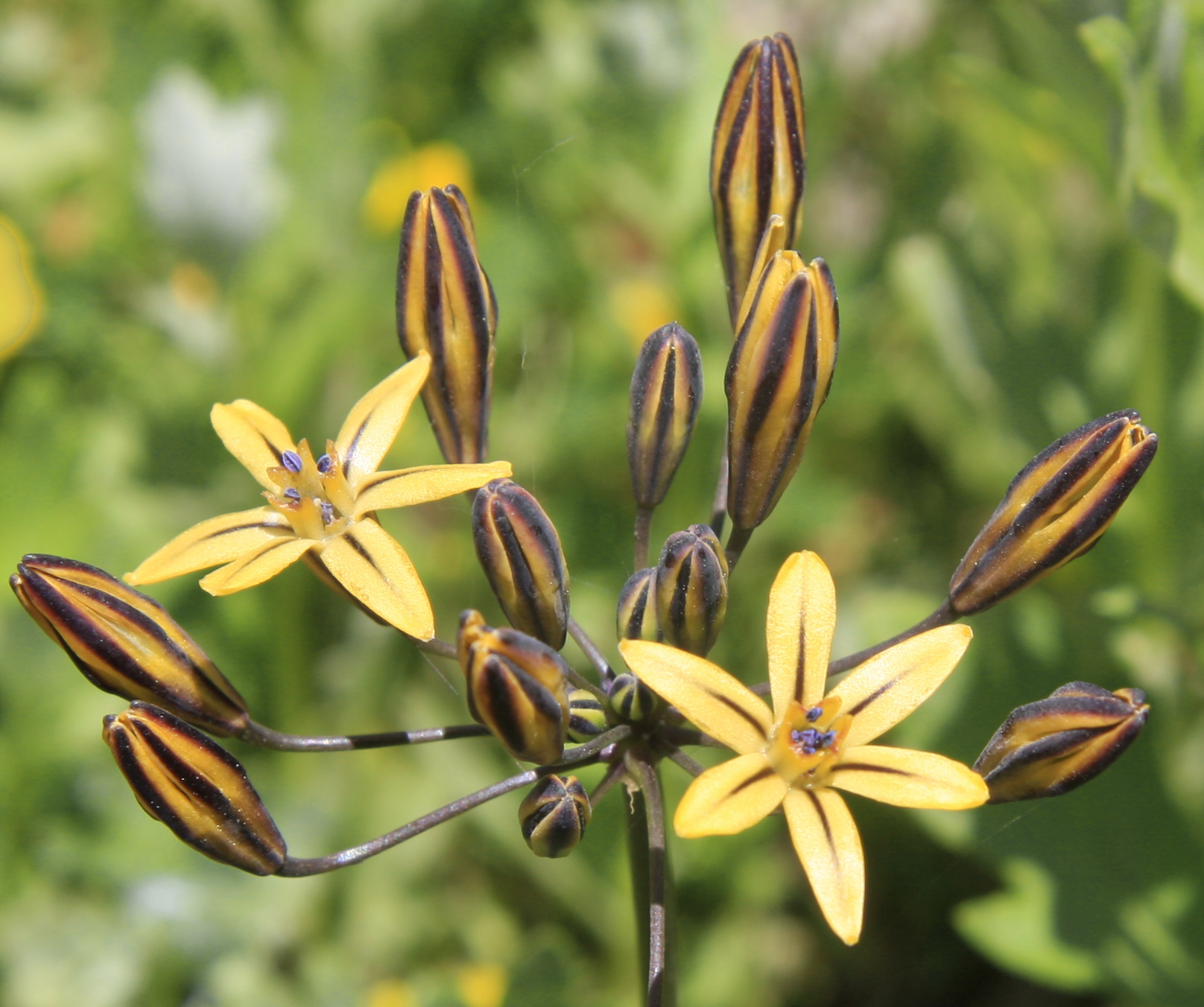
Triteleia ixioides
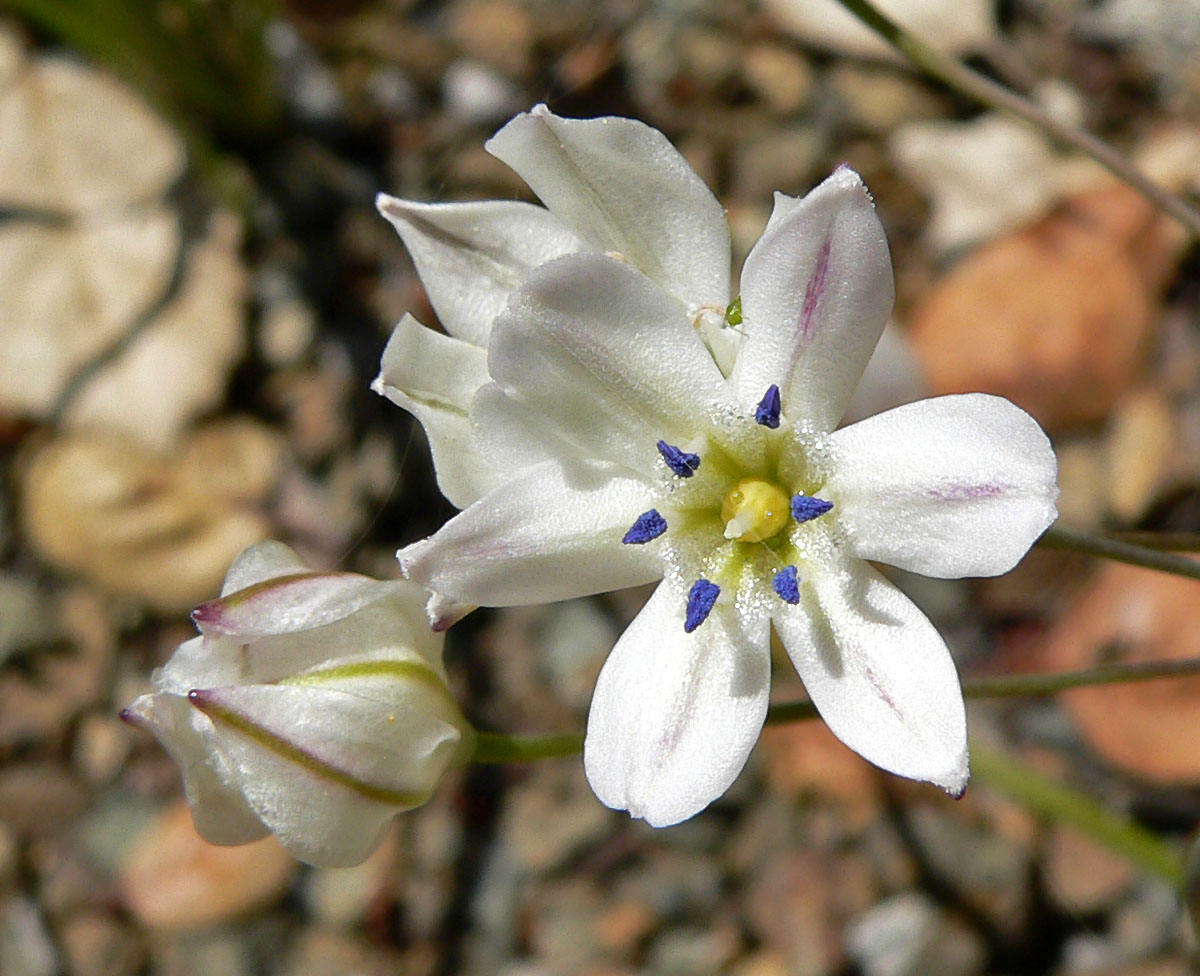
Triteleia lilacina
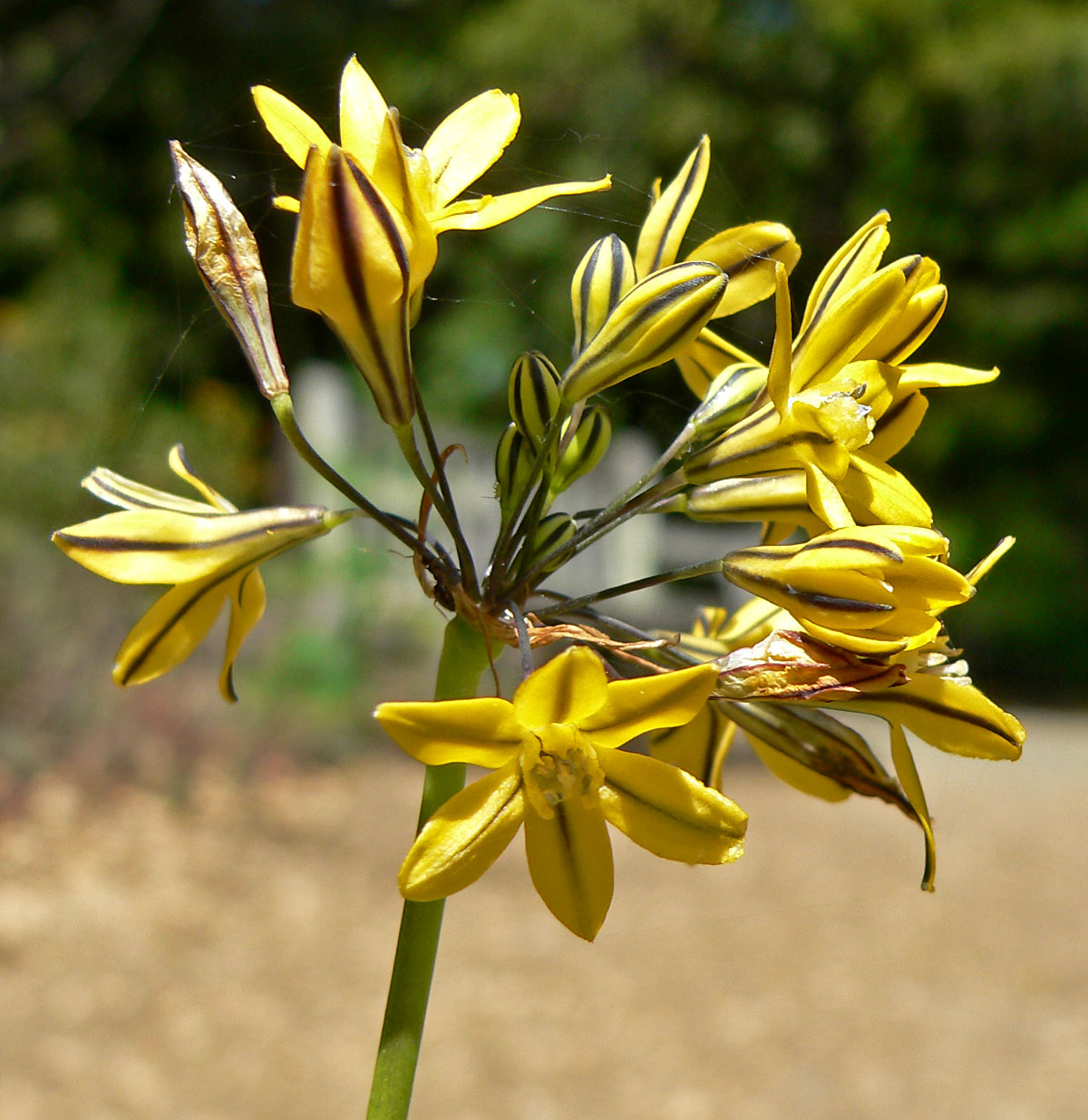
Triteleia lugens
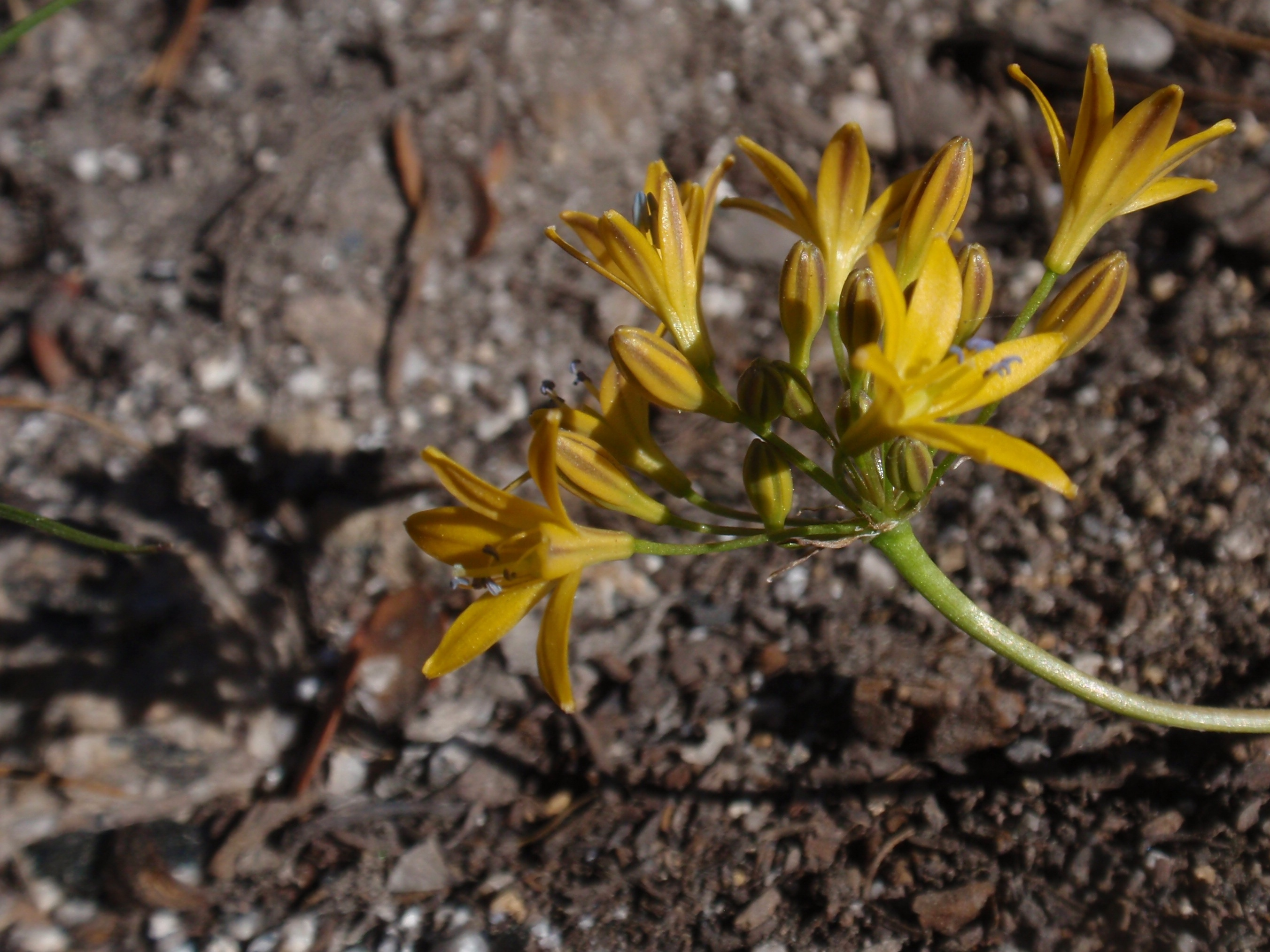
Triteleia montana
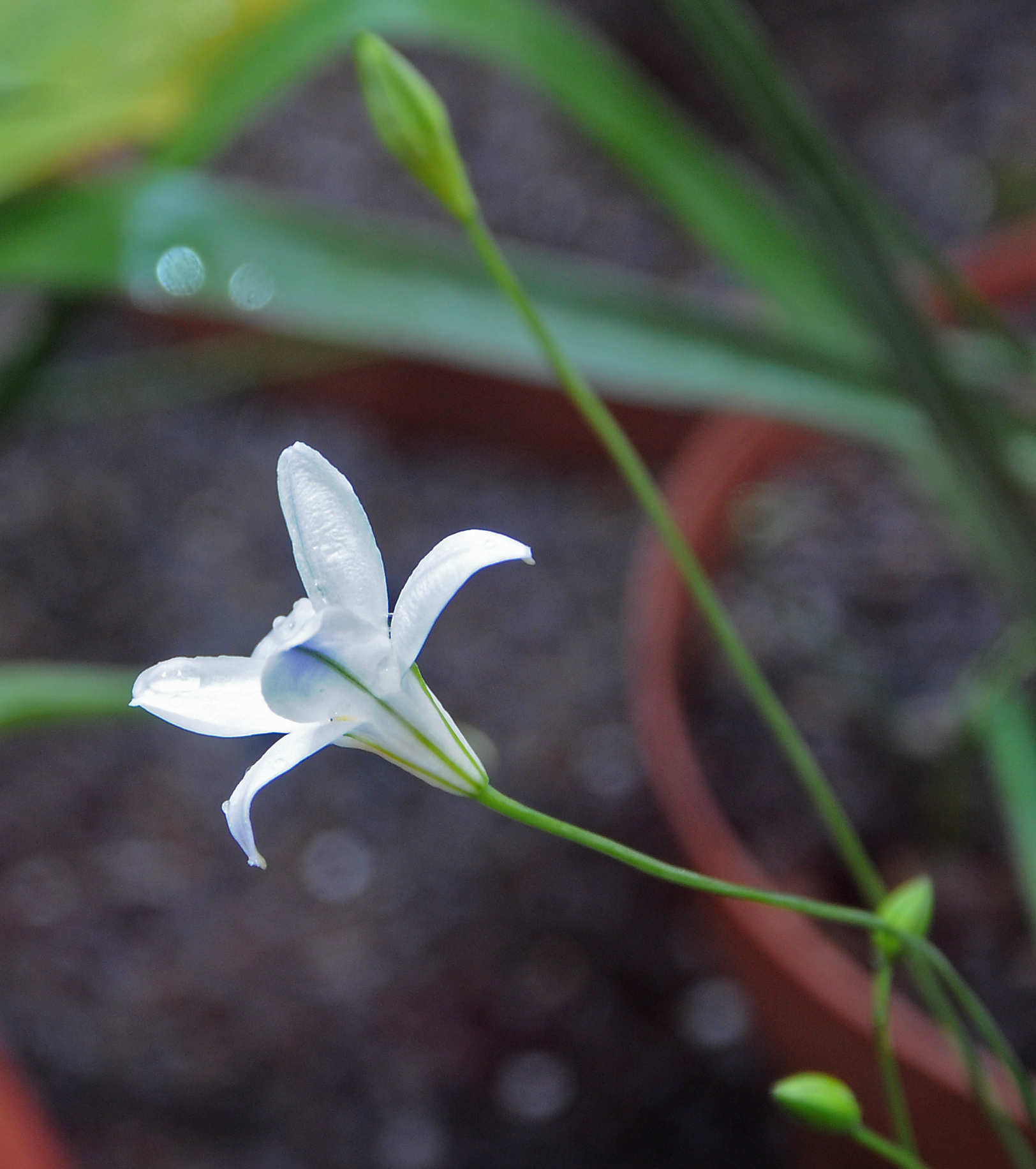
Triteleia peduncularis